# Vrba bobkolistá
Vrba bobkolistá (Salix phylicifolia) je druh opadavé vrby, která roste v arktických a polárních oblastech severní Evropy, ale i horských oblastech střední a jižní Evropy, Blízkého východu a západní Sibiře. Vyskytuje se také na Slovensku.

## Popis

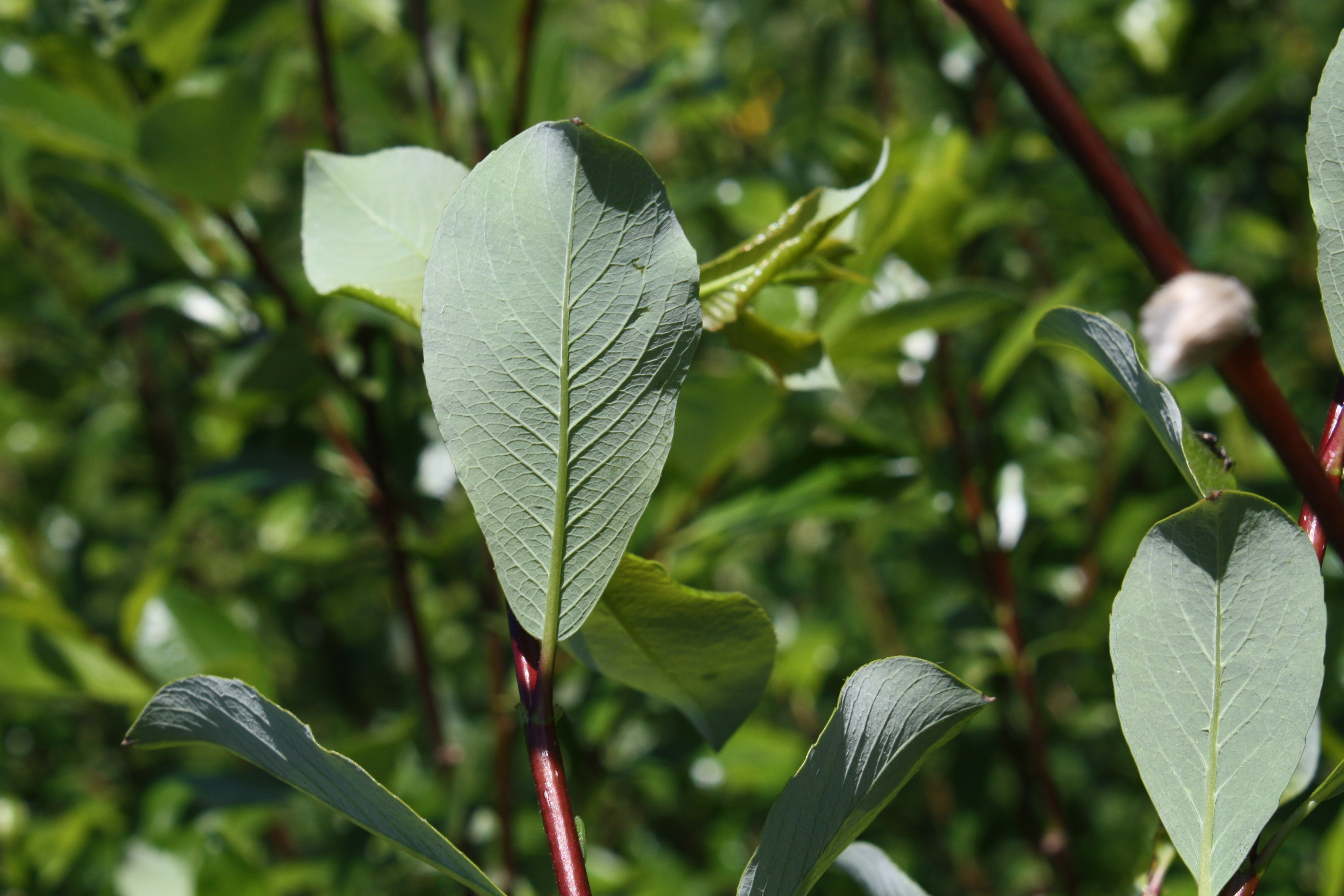
Spodní strana listu

Vrba bobkolistá roste ve formě keře. Dorůstá výšky až 4 metrů. Kůra mladých výhonků je zpočátku lehce chlupatá, V období jednoho roku je však už lysá. Listy jsou kulaté, eliptické až vejčíté, na okrajích mírně zoubkované. Řapíky listu dorůstají 12 milimetrů. Povrch listu má tmavě zelené zbarvení, spodní strana je modrozelená. Jehnědy se objevují v květnu.

## Užití
Pro svůj nižší vzrůst a barvu listů je keř využívaný v zahradnictví.
Některé části keře využívají Eskymáci jako doplněk stravy. Sbírají se například pupence, které pak zasyrova konzumují s olejem tuleňů. Ten také slouží k jejich uchování po dlouhou dobu. Další jedlou částí jsou listy, které se jedí buď čerstvé a nebo usušené přidávají do polévky.
Listy vrby bobkolisté konzumují severští býložravci, jako je pižmoň či sob polární. Keř slouží také jako maskování pro bělokura rousného.[zdroj?]

## Galerie

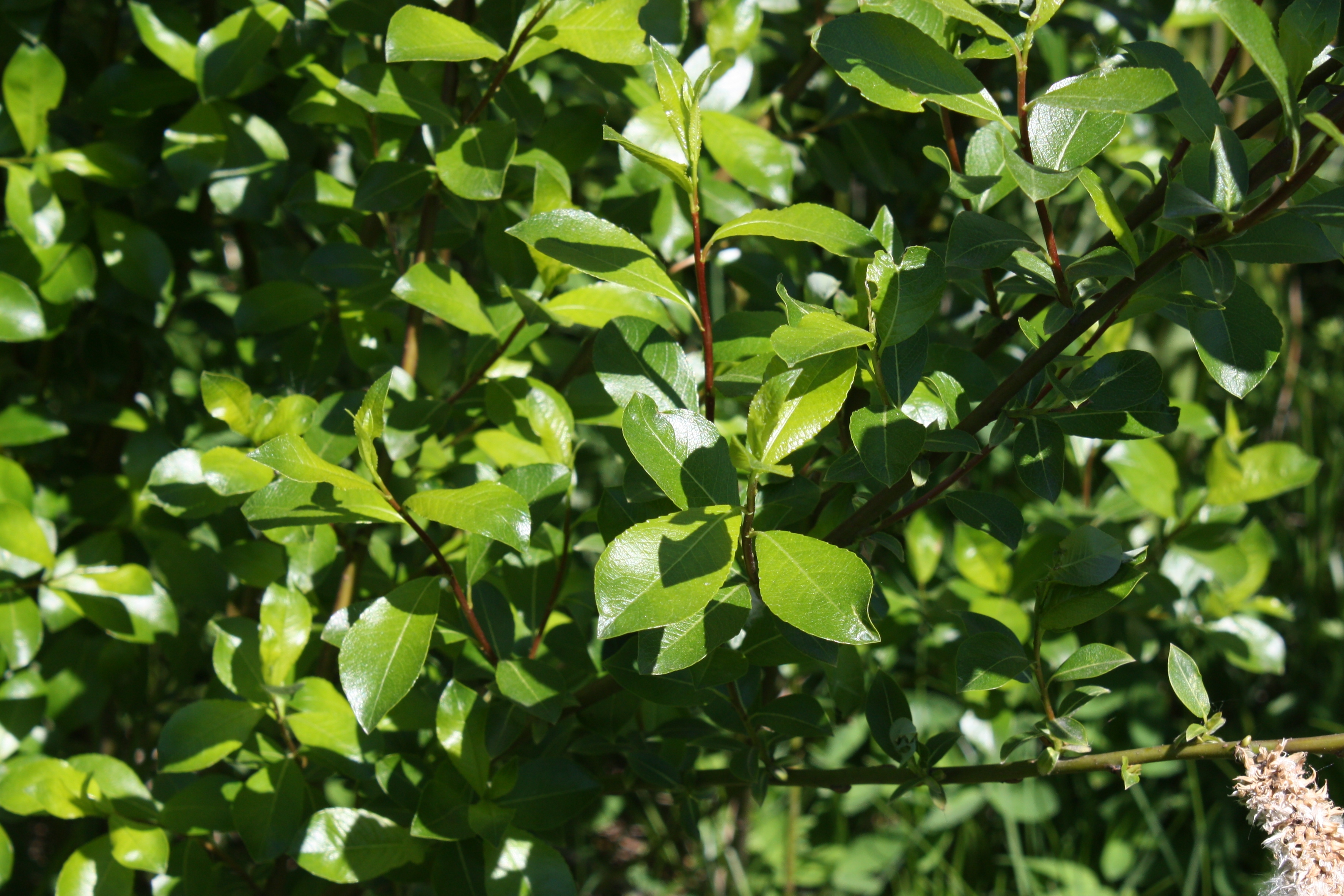
Vrba bobkolistá na jaře
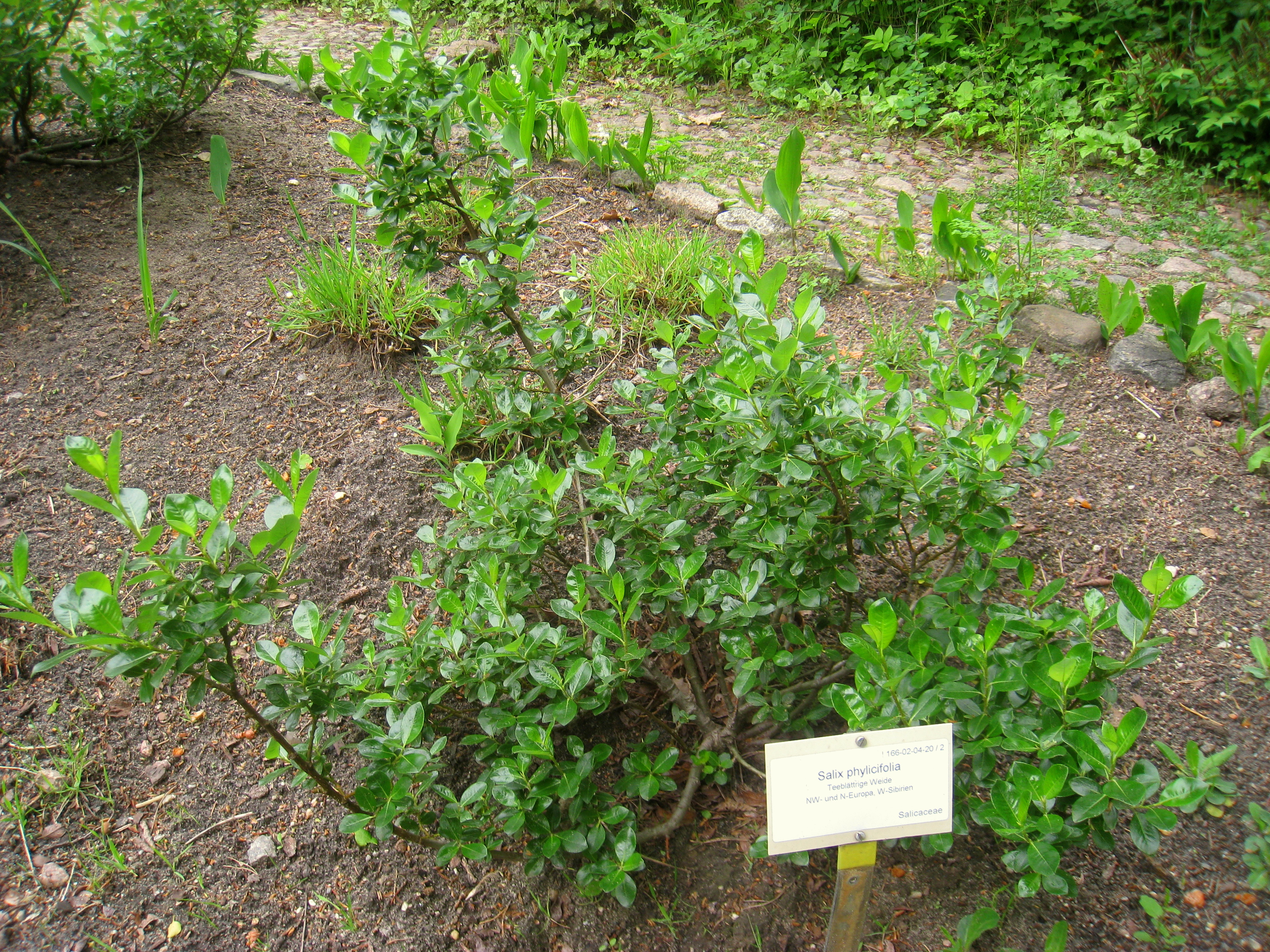
Vrba bobkolistá v berlínské botanické zahradě
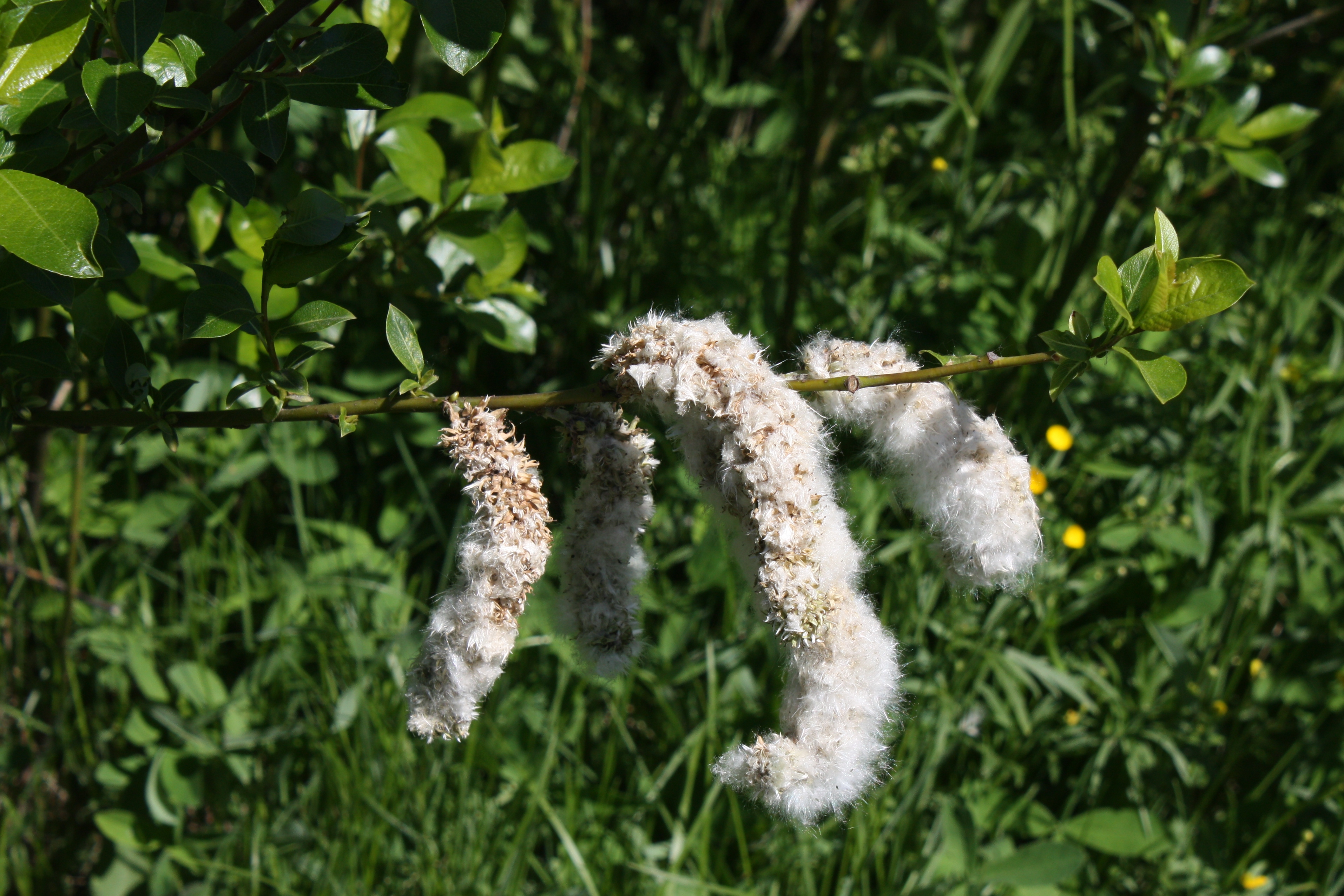
Jehněda